# Wissinger Laber
La Wissinger Laber est une rivière allemande de 12,7 km de long qui coule dans le land de Bavière. Elle est un affluent en rive droite de la Breitenbrunner Laber sur le Jura franconien. Elle est un sous-affluent du Danube par l'Altmühl.